# Makhdoom Shahabuddin

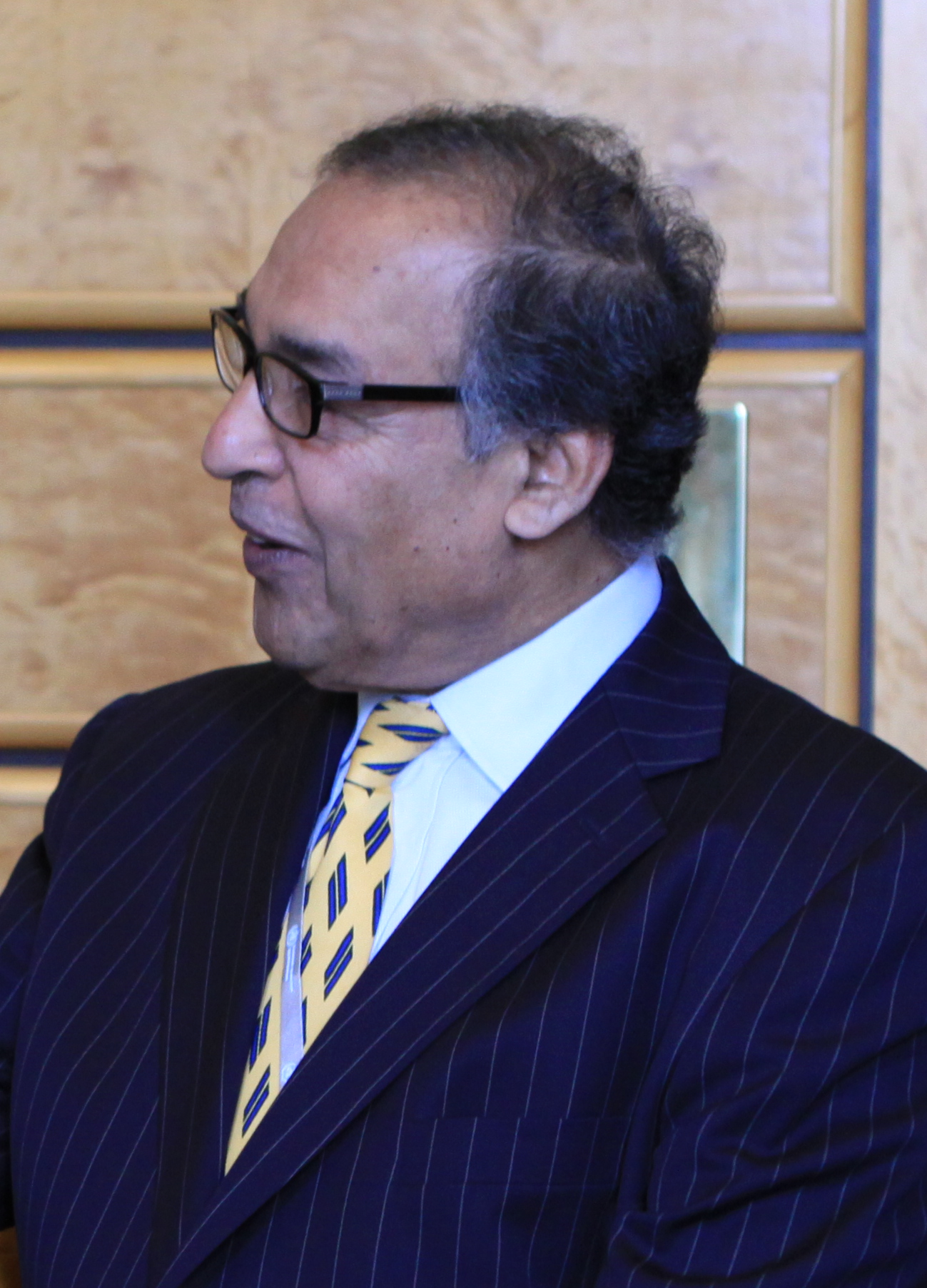
Makhdoom Shahabuddin, 2010

Makhdoom Shahabuddin (* 7. April 1947 in Punjab) ist ein pakistanischer Politiker der Pakistanischen Volkspartei (PPP). Er war Gesundheits- und Textilminister seines Landes und gehört seit Februar 2008 der Nationalversammlung an (Stand Juni 2012).
Im Zuge des Amtsenthebungsverfahren gegen Premierminister Yousaf Raza Gilani einigten sich die PPP, ihre Koalitionspartner und Präsident Asif Ali Zardari am 21. Juni 2012 auf Shahabuddin als dessen Nachfolger. Nur wenige Stunden nach der Verlautbarung wurde ein Haftbefehl gegen Shahabuddin wegen eines mutmaßlichen Drogenvergehens herausgegeben. Er soll 2010 am Import einer illegalen Droge während seiner Amtszeit als Gesundheitsminister beteiligt gewesen sein. Aus diesem Grund wurde Raja Pervez Ashraf als Ersatzkandidat nominiert und am 22. Juni 2012 zum neuen Premierminister Pakistans gewählt.